# エンゼル公園

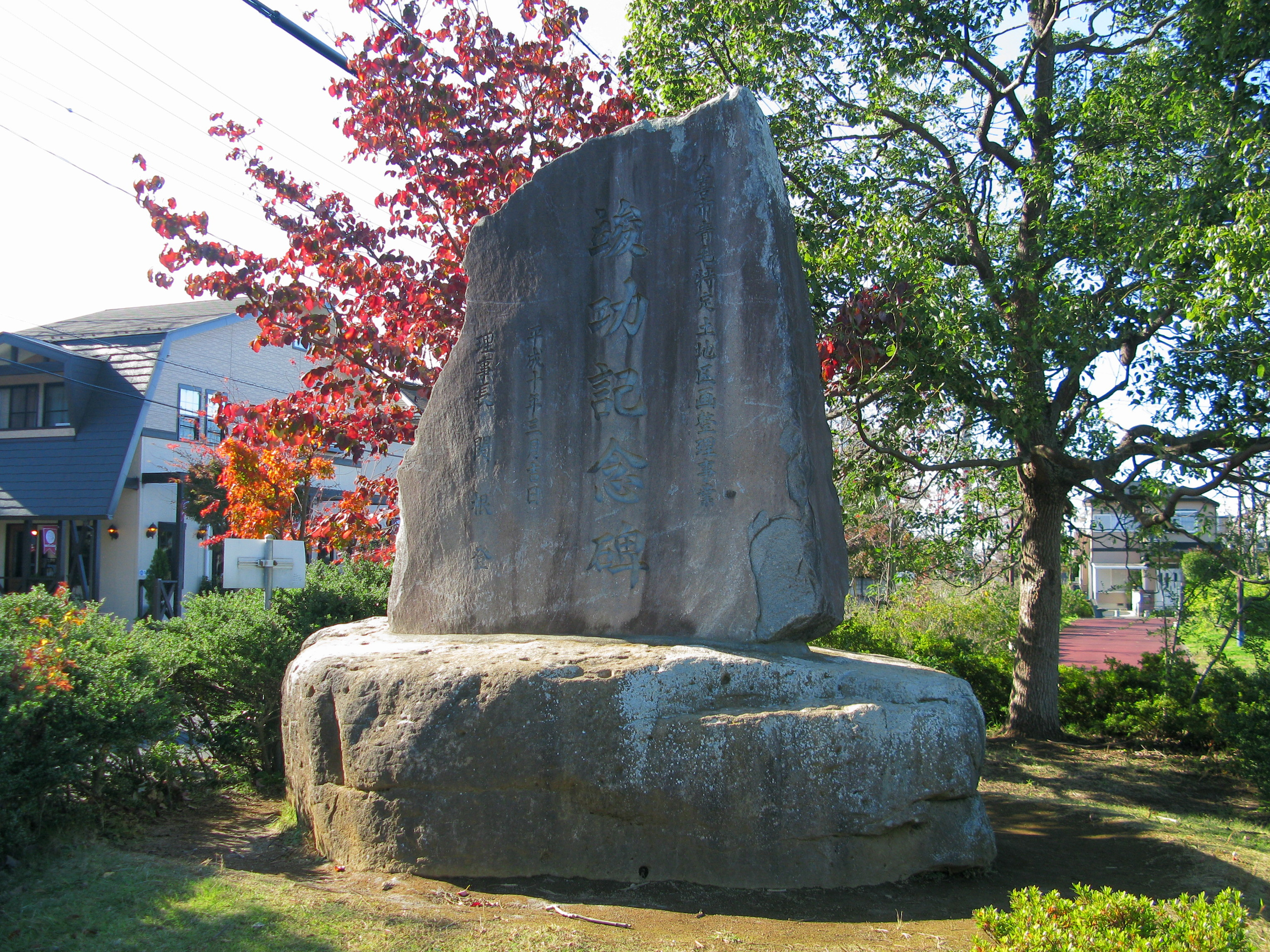
園内にある青毛特定土地区画整理事業
竣功記念碑

エンゼル公園（えんぜるこうえん）は埼玉県久喜市に所在する久喜市が設置、管理・運営する都市公園（近隣公園）である。

## 概要
青毛特定土地区画整理事業により1997年（平成9年）に公園等が完成し、同年11月19日に竣工式および祝賀会が行われ、久喜市に帰属を受けた。久喜市久喜区域の北東部に位置しており、連日多くの子どもたちでにぎわっている。また、エンゼル公園という名称は公募により決定された。現在青毛地区にはこのエンゼル公園以外に公園はない。 

## 施設
- 遊戯施設
  - 木製遊具
  - 2連ブランコ
  - 複列シーソー
  - スプリング遊具
- 運動施設
  - ウォーキングロード（1周330 m）
  - 広場
  - 小規模な山
- 便益施設
  - 駐車場 - あり
  - 駐輪場
  - トイレ
- 休養施設
  - パーゴラ - 1棟
  - 木製ベンチ - 40基

## 所在地
- 〒346-0011
- 埼玉県久喜市青毛4丁目4番地

## 交通
- JR宇都宮線（東北本線）・東武伊勢崎線「久喜駅」東口下車後、朝日バス「吉羽栗原青毛経由朝日バス車庫行き」（のりば2）に乗車、「青毛4丁目」バス停下車先。（運賃：180円）
- 東北自動車道久喜インターチェンジ下車、幸手方面へ約5.3 km。
- 東武日光線幸手駅西口より西方へ徒歩にて約15分。（道程約1 km）。
- 首都圏中央連絡自動車道幸手インターチェンジ下車、久喜方面へ約4.0 km。

## 周辺
- 久喜あおば幼稚園
- 大日堂
- 葛西用水路
- 流作水路